# Culicoides karajevi
Culicoides karajevi är en tvåvingeart som beskrevs av Dzhafarov 1961. Culicoides karajevi ingår i släktet Culicoides och familjen svidknott. Inga underarter finns listade i Catalogue of Life.